# Булгаков, Владимир Васильевич
Влади́мир Васи́льевич Булга́ков (род. 1 января 1949 года, город Белая Калитва, Ростовская область) — российский военачальник, генерал-полковник (2001). Герой Российской Федерации (2000).

## Военная службавСССР
Окончил 8 классов школы в родном городе и Северо-Кавказское Суворовское военное училище в Орджоникидзе (Владикавказ) в 1967 году.
В Советской Армии с 1967 года. С 1967 года по 1971 год — курсант Ташкентского высшего танкового командного училища имени дважды Героя Советского Союза маршала бронетанковых войск П. С. Рыбалко. После его окончания в 1971 году командовал танковым взводом, танковой ротой и танковым батальоном в Центральной группе войск на территории Чехословакии. Воинские звания старшего лейтенанта, капитана и подполковника присвоены досрочно.
В 1979 году окончил Военную академию бронетанковых войск имени Маршала Советского Союза Р. Я. Малиновского. Служил начальником штаба — заместителем командира мотострелкового полка, командиром танкового полка. В 1985—1987 годах воевал в Афганистане, находясь на должности военного советника командира афганской пехотной дивизии. Был дважды ранен.
С 1987 года начальник штаба — заместитель командира мотострелковой дивизии в Белорусском военном округе (город Гродно). С 1990 года — командир 6-й гвардейской танковой Витебско-Новгородской дважды Краснознаменной дивизии в Северной группе войск на территории Польши.

## Военная служба в Российской Федерации
С 1993 года — командир 166-й отдельной гвардейской мотострелковой Витебско-Новгородской дважды Краснознаменной бригады Московского военного округа. С 1995 года — заместитель командующего 58-й общевойсковой армией Северо-Кавказского военного округа. Активный участник боевых действий в период Первой чеченской войны, руководил боевыми действиями весной и летом 1995 года в горной части Чечни, в частности операциями по захвату районных центров Ведено и Шатой. Весьма успешно применял тактические вертолётные десанты.
В 1997 году окончил Военную академию Генерального штаба Вооружённых Сил Российской Федерации и назначен командиром 8-го гвардейского армейского корпуса Северо-Кавказского военного округа в Волгограде. С декабря 1998 года — заместитель командующего войсками Северо-Кавказского военного округа по чрезвычайным ситуациям.
В этой должности с августа 1999 года участвовал в отражении вторжения чеченских боевиков в Республику Дагестан, с октября 1999 года — участвовал во Второй чеченской войне. С октября 1999 года командовал войсками оперативной группировки «Север», с декабря 1999 — войсками оперативной группировки «Грозный», с февраля по март 2000 года — войсками оперативной группировки «Центр» (действовала в Шатойском районе Чечни). Непосредственный руководитель боёв по штурму Грозного в январе 2000 года.
С марта 2000 года — начальник штаба — первый заместитель командующего войсками Северо-Кавказского военного округа. С июля 2003 года — заместитель Главнокомандующего Сухопутными войсками.
С 8 сентября 2006 года — командующий войсками Дальневосточного военного округа.
С января 2009 года — в запасе по достижении предельного возраста нахождения на военной службе. Живёт в городе Ростов-на-Дону. Занимается общественной деятельностью, председатель Ростовского регионального комитета по координации деятельности ветеранов войн и военных конфликтов. Женат, имеет сына (офицер Российской армии) и дочь.
Кандидат военных наук.

## Оценки
Герой Российской Федерации генерал-полковник Геннадий Трошев в своих воспоминаниях дал очень лестную характеристику Владимиру Булгакову:

Владимир Васильевич — человек удивительный и в высшей степени достойный
уважения. Его мощная, крепкая фигура, громовой голос, преждевременная
седина, характерные морщины на лице (словно высеченном из камня) создают
образ старого рубаки-генерала, прошедшего через множество военных испытаний.
— Геннадий Трошев. «Моя война. Чеченский дневник окопного генерала», воспоминания, книга
Генерал Трошев также отметил Булгакова как «страстного книголюба» и человека широчайшей эрудиции.

## Награды
- Герой Российской Федерации (24 марта 2000)
- Орден «За заслуги перед Отечеством» IV степени
- Орден Мужества (1995)
- Орден Красного Знамени (1987)
- Два ордена Красной Звезды (1984, 1990)
- Орден «За службу Родине в Вооруженных Силах СССР» III степени (1975)
- Медаль «300 лет Российскому флоту»
- Медаль «В память 850-летия Москвы»
- Медаль «50 лет Вооружённых Сил СССР»
- Медаль «60 лет Вооружённых Сил СССР»
- Медаль «70 лет Вооружённых Сил СССР»
- Медаль «За укрепление боевого содружества»
- Медаль «За воинскую доблесть» I степени
- Медаль «За воинскую доблесть» II степени
- Медаль «За безупречную службу» I степени
- Медаль «За безупречную службу» II степени
- Медаль «За безупречную службу» III степени
- Заслуженный военный специалист Российской Федерации
- Орден Атамана Платова (2012, Ростовская область).[5]
- Орден «За заслуги перед Республикой Дагестан» (2024, Республика Дагестан)[6]
- Именной пистолет Макарова от командующего Объединённой группировкой федеральных сил в Чечне генерал-полковника А. С. Куликова
- Именной кинжал (2009).

Иностранные награды:
- Орден Красного Знамени (Афганистан)
- Медаль «За хорошую охрану границ» (Афганистан)
- Медаль «10 лет Саурской революции» (Афганистан)
- Медаль «Воину-интернационалисту от благодарного афганского народа» (Афганистан)